# Limoeiro (Pernambuco)
Limoeiro  este un oraș în Pernambuco (PE), Brazilia.